# Parc régional du Poisson-Blanc
 (janvier 2021).
Le contenu est difficilement compréhensible vu les erreurs de traduction, qui sont peut-être dues à l'utilisation d'un logiciel de traduction automatique.
Le parc régional du Poisson-Blanc est un parc régional situé au lac du Poisson-Blanc  (ou réservoir Poisson-Blanc) dans la municipalité de Notre-Dame-du-Laus, dans la Municipalité régionale de comté de Antoine-Labelle, dans la région administrative de Laurentides, en Québec, en Canada.

## Administration
Ce parc est administré par la Corporation du Parc du Poisson-Blanc. Cette organisation a pour mission de voir au développement et à la gestion intégrée des ressources récréotouristiques de Notre-Dame-du-Laus. Cet organisme est mandaté par la Municipalité régionale de comté de Antoine-Labelle, ainsi que par la municipalité de Notre-Dame-du-Laus pour l'exploitation du parc. Le parc régional du Poisson-Blanc a été créé en 2008,.
Le pavillon d'accueil du Bastion est situé sur une presqu'île à l'ouest du village de Notre-Dame-de-Laus. Il est également possible d'accéder au réservoir du Poisson Blanc par le sud (Bowman/Denholm); si nécessaire, les excursionnistes doivent louer des bateaux à la base extérieure Air-Eau-Bois.

## Géographie
Le parc régional du Poisson-Blanc est situé sur la rive est du lac Poisson-Blanc, près du village Notre-Dame-du-Laus.

## Histoire
En 2002, la création d'un parc régional à Notre-Dame-du-Laus était déjà à l'étude. En 2005, la Corporation du Parc du Poisson Blanc a été créée. Les organisateurs ont ensuite rédigé un plan d'aménagement des îles du lac Poisson-Blanc.
En 2006-2007, l'organisation a embauché trois techniciens pour entreprendre et coordonner le nettoyage du réservoir. Notamment en collaboration avec la base extérieure Air-Eau-Bois, de nombreuses corvées ont permis d'enlever environ deux tonnes de déchets laissés sur les îles par des activités humaines non surveillées. Parmi les initiatives déployées pour le nettoyage des îles, des latrines ont été installées sur plusieurs îles.
En 2008, le Parc Régional du Poisson Blanc est officiellement créé. La réservation des emplacements de camping sur les îles débutera en 2009. En 2010, le parc ajoute des services de location de canots et de kayaks. Entre 2008 et 2012, les agents du parc ont mis en place un système de supervision et de suivi des activités sur les îles du réservoir. De plus, le parc a aménagé environ 10 km de sentiers de randonnée à Devil's Mountain. Au début de la saison 2012, le pavillon d'accueil Le Bastion a été inauguré.

## Activités
Le parc est ouvert toute l'année. Plusieurs sentiers de randonnée du parc régional du Poisson Blanc sont accessibles en voiture à partir du stationnement du secteur Rapide-du-Fort et du secteur du lac Cuillèrier. Ces sentiers sont situés sur la montagne Fort.
Le parc offre des sentiers de randonnée dans le secteur insulaire du lac Poisson-Blanc; ces sentiers ne sont accessibles qu'en utilisant une embarcation. Sur les îles, à la fin de chaque itinéraire de randonnée, les randonneurs auront un regard saisissant sur le réservoir du Poisson Blanc. En hiver, les utilisateurs peuvent faire de la raquette.
De nombreux utilisateurs du parc font du canoë/kayak/sup-camping sur le lac Poisson-Blanc. Les pratiquants d'exercice peuvent ensuite s'arrêter pour pique-niquer, nager ou se détendre au soleil sur les plages sauvages. Pour accueillir les usagers, le parc propose un service de location de canoë, kayak et paddleboard à Bastien, pavillon d'accueil du parc à Notre-Dame-du-Laus.

## Hébergement
Ce parc régional propose 17 arrêts pique-nique sur les îles du réservoir. Il propose également des emplacements de camping sur les îles et des micro-abris en forêt. Les visiteurs vivent une expérience en pleine nature sur les rives du lac Poisson-Blanc.
Le Grand-Pic (pouvant accueillir 4 personnes) est un micro-refuge conçu pour enraciné dans la nature et est situé au bout de la Pointe de la Truite. Ce site stratégique est bordé de tous côtés par le lac Poisson-Blanc. Le Pic-Mineur est un micro-refuge situé à quelques mètres du réservoir du Poisson Blanc.

## Toponyme
Ce toponyme est lié au nom de lac Poisson-Blanc. Ce nom du lac et de la rivière vient du fait que des poissons blancs y sont pêchés. Le toponyme «parc régional du Poisson-Blanc» a été officialisé le 13 mai 2016 à la banque de noms de lieu xde la Commission de toponymie du Québec.